# Locomotive LVCI 116-119
Le locomotive 116 ÷ 119 delle Strade Ferrate del Lombardo-Veneto e dell'Italia Centrale erano un gruppo di locomotive a vapore di tipo "Mammouth" (di rodiggio C e ruote di medio diametro) progettate per il traino di treni viaggiatori.
Erano state costruite nel 1859 dalla Parent Schaken di Parigi per l'esercito francese, ed inviate in Italia per la seconda guerra d'indipendenza; al termine del conflitto erano state incorporate nel parco LVCI, società legata a capitali francesi del gruppo Rothschild.
Nel 1865 le locomotive passarono alla SFAI, che assegnò loro i numeri da 714 a 717, e successivamente (probabilmente nel 1869) le rinumerò da 778 a 781.
Nel 1885, alla creazione delle grandi reti nazionali, le locomotive passarono alla Rete Mediterranea, che le numerò da 3948 a 3951.
Nel 1905, all'atto della statalizzazione, pervennero alle FS solo 3 unità, che vennero classificate nel gruppo 397 con numeri da 3971 a 3973; dopo pochi anni, in considerazione della loro obsolescenza, vennero radiate e demolite.